# Landtagswahl in Liechtenstein 1928
Die Landtagswahl in Liechtenstein 1928 fand am 15. und 29. Juli 1928 statt. Die Wahl fand statt, nachdem eine Betrugsaffäre bei der Sparkassa aufgedeckt und als sogenannter Sparkassa-Skandal bekannt wurde. Der Landesfürst Johann I. Josef löste den Landtag daraufhin auf und setzte Neuwahlen an. Hierbei wurden alle 15 Abgeordneten des Landtags des Fürstentums Liechtenstein in den beiden Wahlkreisen Ober- und Unterland vom Landesvolk gewählt.
- FBP: 11
- VP: 4

## Wahlergebnis
| Partei                              | Sitze    | Sitze     | Sitze     |
| ----------------------------------- | -------- | --------- | --------- |
| Partei                              | Oberland | Unterland | insgesamt |
| Fortschrittliche Bürgerpartei (FBP) | 5        | 6         | 11        |
| Christlich-soziale Volkspartei (VP) | 4        | 0         | 4         |